# Championnats d'Algérie de cyclisme sur route
Les championnats d'Algérie de cyclisme sur route sont les championnats nationaux de cyclisme sur route organisés chaque année par la Fédération algérienne de cyclisme. Le plus titré de l'épreuve en ligne est Cherif Merabet avec cinq titres consécutifs, et dans l’épreuve du contre la montre Azzedine Lagab avec trois titres.

## Hommes

### Podiums de la course en ligne
| Année     | Vainqueur                         | Deuxième               | Troisième                |
| --------- | --------------------------------- | ---------------------- | ------------------------ |
| 1943      | Mustapha Bendjiar                 |                        |                          |
| 1944      | Aoun Larbi                        | Mebani                 |                          |
| 1948      | Ahmed Kebaïli                     |                        |                          |
| 1950      | Ahmed Kebaïli                     |                        |                          |
| 1951      | Ahmed Kebaïli                     |                        |                          |
| 1981      | Malek Hamza (de)                  | Ahmed Zaaf             | A. Waheb Demerdji        |
| 1982      | Nieddline Tchambaz (de)           | Malek Hamza (de)       | A. Guerroudj             |
| 1983      | Moussa Bessa (de)                 | Hamid Chibane          | Nieddline Tchambaz (de)  |
| 1984      | Mohamed Belabid                   | Hamid Chibane          | Ahmed Zaaf               |
| 1985      | Salim Belksir (de)                | Sebti Benzine (de)     | Madjid Ghoumarassi (de)  |
| 1986      | Sebti Benzine (de)                | Malek Hamza (de)       | Karim Mpora Gherabiouh   |
| 1987      | Madjid Ghoumarassi (de)           | Mohamed Mir            | Abdelkader Reguigui (de) |
| 1988-1993 | Non disputé ou résultats inconnus |                        |                          |
| 1994      | Mounir Aïn Ghezal                 |                        |                          |
| 1995-1997 | Non disputé ou résultats inconnus |                        |                          |
| 1998      | Hicham Menad                      | Omar Slimane Zitoune   | Billal Derbal            |
| 1999      | Hakim Hamza                       | Redouane Hamza         | Khelil Haddad            |
| 2000      | Fares Allik                       | Omar Slimane Zitoune   | Fethi Medjami            |
| 2001      | Redouane Salah (de)               | Azzedine Madani        | Mourad Mezned            |
| 2002      | Azzedine Madani                   |                        |                          |
| 2003      | Cherif Merabet                    | Redouane Salah (de)    | Karim Dali Youcef        |
| 2004      | Cherif Merabet                    | Samir Menoubi Belhani  |                          |
| 2005      | Cherif Merabet                    |                        |                          |
| 2006      | Cherif Merabet                    |                        |                          |
| 2007      | Cherif Merabet                    | Rostom Slimane Zitoune | Omar Slimane Zitoune     |
| 2008      | Redouane Chabaane                 | Azzedine Lagab         | Cherif Merabet           |
| 2009      | Azzedine Lagab                    | Abdelmalek Madani      | Abdelkrim Charif         |
| 2010      | Azzedine Lagab                    | Hichem Chaabane        | Ismail Lallouchi         |
| 2011      | Youcef Reguigui                   | Azzedine Lagab         | Abdellah Ben Youcef      |
| 2012      | Azzedine Lagab                    | Abdelmalek Madani      | Youcef Reguigui          |
| 2013      | Hichem Chaabane                   | Abdelmalek Madani      | Mouadh Betira            |
| 2014      | Abdelbasset Hannachi              | Azzedine Lagab         | Abdelmalek Madani        |
| 2015      | Abderrahmane Mansouri             | Abdelmalek Madani      | Hichem Mokhtari          |
| 2016      | Abderrahmane Mansouri             | Nassim Saidi           | Fayçal Hamza             |
| 2017      | Youcef Reguigui                   | Yacine Hamza           | Abderrahmane Mansouri    |
| 2018      | Youcef Reguigui                   | Yacine Hamza           | Oussama Mansouri         |
| 2019      | Abderrahmane Bechlaghem           | Mohamed Bouzidi        | Abderrahmane Mansouri    |
| 2020      | Non disputé                       |                        |                          |
| 2021      | Azzedine Lagab                    | El Khacib Sassane      | Abderrahmane Mansouri    |
| 2022      | Islam Mansouri                    | Sif Eddine Yebka       | Abdellah Ben Youcef      |
| 2023      | Abdelraouf Bengayou               | Oussama Chablaoui      | Yacine Hamza             |
| 2024      | Azzedine Lagab                    | Ayoub Ferkous          | Hamza Amari              |
| 2025      | Yacine Hamza                      | Hamza Mansouri         | Hamza Amari              |

Multi-titrés
- 5 : Azzedine Lagab, Cherif Merabet
- 3 : Ahmed Kebaïli, Youcef Reguigui
- 2 : Abderrahmane Mansouri

### Podiums du contre-la-montre
| Année | Vainqueur                         | Deuxième             | Troisième             |
| ----- | --------------------------------- | -------------------- | --------------------- |
| 1998  | Mounir Aïn Ghezal                 | Omar Slimane Zitoune | Omar Guendouz         |
| 1999  | Abdelkadar Rahmani                | Khelil Haddad        | Zineddine Merabent    |
| 2000  | Omar Slimane Zitoune              | Hichem Menad         | Fares Allik           |
| 2001  | Omar Slimane Zitoune              | Zineddine Merabent   | Brahim El Ouaret      |
| 2002  | Azzedine Madani                   | Zineddine Merabent   | Cherif Merabet        |
| 2003  | Brahim El Ouaret                  | Malek Madani         | Omar Slimane Zitoune  |
| 2004  | Non disputé ou résultats inconnus |                      |                       |
| 2005  | Brahim El Ouaret                  | Zineddine Merabent   | Aziz Boukhari         |
| 2006  | Non disputé ou résultats inconnus |                      |                       |
| 2007  | Redouane Chabaane                 | Azzedine Lagab       | Okkacha Bouanani      |
| 2008  | Azzedine Lagab                    | Abdelmalek Madani    | Khelil Tamarant       |
| 2009  | Abdelmalek Madani                 | Azzedine Lagab       | Redouane Chabaane     |
| 2010  | Abdelmalek Madani                 | Mourad Faid          | Hichem Chaabane       |
| 2011  | Azzedine Lagab                    | Khelil Tamarant      | Fayçal Hamza          |
| 2012  | Azzedine Lagab                    | Hichem Chaabane      | Redouane Chabaane     |
| 2013  | Adil Barbari                      | Hichem Chaabane      | Azzedine Lagab        |
| 2014  | Azzedine Lagab                    | Adil Barbari         | Abdelmalek Madani     |
| 2015  | Abdelkader Belmokhtar             | Adil Barbari         | Nassim Saidi          |
| 2016  | Azzedine Lagab                    | Adil Barbari         | Abderrahmane Mansouri |
| 2017  | Islam Mansouri                    | Azzedine Lagab       | Youcef Reguigui       |
| 2018  | Azzedine Lagab                    | Hamza Mansouri       | Oussama Mansouri      |
| 2019  | Youcef Reguigui                   | Azzedine Lagab       | Abderrahmane Mansouri |
| 2020  | Non disputé                       |                      |                       |
| 2021  | Azzedine Lagab                    | Nassim Saidi         | Yacine Hamza          |
| 2022  | Azzedine Lagab                    | Hamza Mansouri       | Abderrahmane Mansouri |
| 2023  | Youcef Reguigui                   | Mohamed N'Hari       | Oussama Chablaoui     |
| 2024  | Azzedine Lagab                    | Hamza Mansouri       | Ayoub Sahiri          |
| 2025  | Azzedine Lagab                    | Islam Mansouri       | Hamza Mansouri        |

Multi-titrés
- 11 : Azzedine Lagab
- 2 : Youcef Reguigui, Abdelmalek Madani, Brahim El Ouaret, Omar Slimane Zitoune

## Femmes

### Podiums de la course en ligne
| Année | Vainqueur                  | Deuxième                   | Troisième           |
| ----- | -------------------------- | -------------------------- | ------------------- |
| 2013  | Sarah Assas                | Aïcha Tihar                | Fatma Soudani       |
| 2014  | Aïcha Tihar                | Fatma Soudani              | Fatima Benchaa      |
| 2015  | Aïcha Tihar                | Racha Belkacem Ben Ouanane | Yasmine Elmeddah    |
| 2016  | Aïcha Tihar                | Yasmine Elmeddah           | Roumaissa Boulchbek |
| 2017  | Aïcha Tihar                | Racha Belkacem Ben Ouanane | Yasmine Elmeddah    |
| 2018  | Racha Belkacem Ben Ouanane | Yasmine Elmeddah           |                     |
| 2019  | Racha Belkacem Ben Ouanane | Aïcha Tihar                | Tefaha Lydia Kasmi  |
| 2021  | Yasmine Elmeddah           | Nour-Yasmine Bouzenzen     | Tefaha Lydia Kasmi  |
| 2022  | Nesrine Houili             | Khadidja Araoui            | Yasmine Elmeddah    |
| 2023  | Yasmine Elmeddah           | Khadidja Araoui            | Chahra Azzouz       |
| 2024  | Yasmine Elmeddah           | Imene Maldji               | Nesrine Houili      |

Multi-titrées
- 4 : Aïcha Tihar
- 2 : Racha Belkacem Ben Ouanane
- 2 : Yasmine Elmeddah

### Podiums du contre-la-montre
| Année | Vainqueur                  | Deuxième                   | Troisième                  |
| ----- | -------------------------- | -------------------------- | -------------------------- |
| 2013  | Aïcha Tihar                | Fatma Soudani              |                            |
| 2014  | Aïcha Tihar                | Fatma Soudani              | Racha Belkacem Ben Ouanane |
| 2015  | Aïcha Tihar                | Racha Belkacem Ben Ouanane | Yasmine Elmeddah           |
| 2016  | Aïcha Tihar                | Yasmine Elmeddah           | Roumaissa Boulchbek        |
| 2017  | Aïcha Tihar                | Racha Belkacem Ben Ouanane | Fatima Benchaa             |
| 2018  | Racha Belkacem Ben Ouanane | Yasmine Elmeddah           |                            |
| 2019  | Aïcha Tihar                | Racha Belkacem Ben Ouanane | Nayra Bouzidi              |
| 2021  | Yasmine Elmeddah           | Nour-Yasmine Bouzenzen     | Tefaha Lydia Kasmi         |
| 2022  | Nesrine Houili             | Khadidja Araoui            | Yasmine Elmeddah           |
| 2023  | Khadidja Araoui            | Yasmine Elmeddah           | Chahra Azzouz              |
| 2024  | Nesrine Houili             | Imene Maldji               | Yasmine Elmeddah           |

Multi-titrées
- 5 : Aïcha Tihar

## Espoirs Hommes

### Podiums de la course en ligne
| Année | Vainqueur             | Deuxième              | Troisième           |
| ----- | --------------------- | --------------------- | ------------------- |
| 2010  | Hichem Chaabane       | Ismail Lallouchi      | Mourad Faid         |
| 2011  | Youcef Reguigui       | Bilal Saada           | Khaled Abdenbi      |
| 2012  | Youcef Reguigui       | Fayçal Hamza          | Hichem Kab          |
| 2013  | Mouadh Betira         | Adil Barbari          | Mohamed Bouzidi     |
| 2014  | Adil Barbari          | Abdesselam Dahmane    | Yahmi Abdnour       |
| 2015  | Abderrahmane Mansouri | Hichem Mokhtari       | Ayoub Karrar        |
| 2017  | Yacine Hamza          | Abderrahmane Mansouri | Zineddine Karar     |
| 2018  | Yacine Hamza          | Oussama Mansouri      | Islam Mansouri      |
| 2019  | Oussama Chablaoui     | Yacine Hamza          | Sifeddine Yebka     |
| 2020  | Non disputé           |                       |                     |
| 2021  | Seddik Benganif       | Aymen Merdj           | Hamza Amari         |
| 2022  | Abdelkrim Ferkous     | Hamza Amari           | Salah Eddine Cherki |
| 2024  | Ayoub Ferkous         | Hamza Amari           | Bachir Chennafi     |

Multi-titrés
- 2 : Youcef Reguigui, Yacine Hamza

### Podiums du contre-la-montre
| Année | Vainqueur          | Deuxième                 | Troisième              |
| ----- | ------------------ | ------------------------ | ---------------------- |
| 2010  | Mourad Faid        | Hichem Chaabane          | Abdelmalek Kessi       |
| 2011  | Fayçal Hamza       | Bilal Saada              | Youcef Reguigui        |
| 2012  | Fayçal Hamza       | Youcef Reguigui          | Karim Hadjbouzit       |
| 2013  | Adil Barbari       | Fayçal Hamza             | Boualem Belmokhtar     |
| 2014  | Adil Barbari       | Mouadh Bettira           | Abdesselam Dahmane     |
| 2015  | Adil Barbari       | Nassim Saidi             | Boualem Belmokhtar     |
| 2016  | Nassim Saidi       | Abderrahmane Mansouri    | Boualem Belmokhtar     |
| 2017  | Islam Mansouri     | Abderrahmane Mansouri    | Abderahmane Bechlaghem |
| 2018  | Hamza Mansouri     | Oussama Mansouri         | Abdellah Kessouar      |
| 2019  | Hamza Mansouri     | Islam Mansouri           | Oussama Chablaoui      |
| 2020  | Non disputé        |                          |                        |
| 2021  | Hamza Mansouri     | Slimane Badlis           | Seddik Benganif        |
| 2022  | Hamza Amari        | Slimane Badlis           | Mohamed Amine Nehari   |
| 2023  | Riyad Gouri        | Hamza Amari              | Abdelkrim Ferkous      |
| 2024  | Slimane Badlis     | Hamza Amari              | Nasrallah Essemiani    |
| 2025  | Ali Zakaria Sahiri | Oussama Abdellah Mimouni | Anes Riahi             |

Multi-titrés
- 3 : Adil Barbari, Hamza Mansouri
- 2 : Fayçal Hamza

## Juniors Hommes

### Podiums de la course en ligne
| Année     | Vainqueur                         | Deuxième                   | Troisième               |
| --------- | --------------------------------- | -------------------------- | ----------------------- |
| 1942      | Marcel Zelasco                    | Ahmed Kebaïli              |                         |
| 1981      | Salim Belksir (de)                | Zoubir Lagab               | Abdelkrim Chikha        |
| 1982      | Karim Chekaoui                    | Zoubir Lagab               | Abdelkrim Chikha        |
| 1983      | Karim Chekaoui                    | Karim Guerabiou            | Kamel Mekaout           |
| 1984      | Mourad Beladjila                  | Telailia                   | Ali Dribine             |
| 1985      | Samir Ladjimi                     | Miloud Saddouki            | Mehrez Sayah            |
| 1986      | Benguerna                         | Bacha                      | Mohktari                |
| 1987      | Z. Bousahla                       | K. Haddad                  | Lyes Laadjel            |
| 1988-2003 | Non disputé ou résultats inconnus |                            |                         |
| 2004      | Karim Kaddour                     |                            |                         |
| 2005-2006 | Non disputé ou résultats inconnus |                            |                         |
| 2007      | Mohamed Khalfa                    |                            |                         |
| 2008      | Non disputé ou résultats inconnus |                            |                         |
| 2009      | Abdesselam Dahmane                | Bilel Amari                | Abdelhadi Ladour        |
| 2010      | Abdesselam Dahmane                | Abderrahmane Hamza         | Mohamed Kamel Hamza     |
| 2011      | Non disputé ou résultats inconnus |                            |                         |
| 2012      | Abderrahmane Mansouri             | Mustapha Derouache         | Zinedine Ahmed          |
| 2013      | Abderrahmane Mansouri             | Zoheir Benyoub             | Lyes Charrif            |
| 2014      | Islam Mansouri                    | Ibrahim Achouri            | Oussama Mansouri        |
| 2015      | Islam Mansouri                    | Oussama Mansouri           | Mohamed Amine Belabessi |
| 2016      | Hamza Mansouri                    | Abderahim Amari            | Abdelraouf Bengayou     |
| 2017      | Aymen Merdj                       | Wali Ibrahim Ogbi          | Ayoub Habbou            |
| 2018      | Aymen Merdj                       | Mohamed Cherif Noura       | Aïssa Nadji Lebsir      |
| 2019      | Ayoub Sahiri                      | Seddik Benganif            | Hamza Amari             |
| 2020      | Non disputé                       |                            |                         |
| 2021      | Mohamed Ksir                      | Oussama Khellaf            | Amar Chengriha          |
| 2022      | Riad Bakhti                       | Bachir Chennafi            | Mohamed Ksir            |
| 2023      | Nasrallah Essemiani               | Anes Riahi                 | Mounir Laloui           |
| 2024      | Salah Hamzioui                    | Mohamed Amine Hamzaoui     | Hichem Tamazourt        |
| 2025      | Hichem Tamazourt                  | Mohamed Abdel Raouf Mellak | Salah Hamzioui          |

Multi-titrés
- 2 : Aymen Merdj, Islam Mansouri, Abderrahmane Mansouri, Abdesselam Dahmane, Karim Chekaoui

### Podiums du contre-la-montre
| Année     | Vainqueur                         | Deuxième                  | Troisième                  |
| --------- | --------------------------------- | ------------------------- | -------------------------- |
| 2003      | Abdelbasset Hannachi              | Ali Bouanan               |                            |
| 2004-2006 | Non disputé ou résultats inconnus |                           |                            |
| 2007      | Mohamed Khalfa                    | Nassim Benserai           | Djaafar Abdelatif Al Mehdi |
| 2008      | Non disputé ou résultats inconnus |                           |                            |
| 2009      | Abdesselam Dahmane                | Fayçal Hamza              | Abderrahmane Hamza         |
| 2010-2011 | Non disputé ou résultats inconnus |                           |                            |
| 2012      | Abderrahmane Mansouri             | Abderrahmane Bechlaghem   | Mustapha Derouache         |
| 2013      | Abderrahmane Mansouri             | Abdelghani Fellah         | Salim Keddah               |
| 2014      | Salim Keddah                      | Islam Mansouri            | Zoheir Benyoub             |
| 2016      | Hamza Mansouri                    | Abderahim Amari           | Abdelraouf Bengayou        |
| 2017      | Alaeddine Cherhabil               | Abdeljalil Raouf Djidjeli | Wali Ibrahim Ogbi          |
| 2018      | Saber Belmoukhtar                 | Aïssa Nadji Lebsir        | Aymen Merdj                |
| 2019      | Ayoub Sahiri                      | Seddik Benganif           | Abderazek Amari            |
| 2020      | Non disputé                       |                           |                            |
| 2021      | Mohamed Brinis                    | Oussama Mimouni           | Abdelkrim Ferkous          |
| 2022      | Mohamed Ksir                      | Djaoued Nhari             | Nasrallah Semiani          |
| 2023      | Riad Bakhti                       | Bachir Chennafi           | Nasrallah Essemiani        |
| 2024      | Salah Hamzioui                    | Mohamed Amine Hamzaoui    | Ali Bouasla                |
| 2025      | Salah Hamzioui                    | Mahmoud Sidi Moussa       | Abdelouadoud Deghnouche    |

Multi-titrés
- 2 : Abderrahmane Mansouri

## Cadets Hommes

### Podiums de la course en ligne
| Année | Vainqueur       | Deuxième          | Troisième             |
| ----- | --------------- | ----------------- | --------------------- |
| 1943  | Gacem           |                   |                       |
| 1944  | Vélotti         |                   |                       |
| 2012  | Zoheir Benyoub  | Messaoud Ferhat   | Salim Keddah          |
| 2014  | Aymen Benhamadi | Merwan Brinis     | Abdelhafid Hamza      |
| 2015  | Aymen Merdj     | Hamza Mansouri    | Wahid Rahim Zineddine |
| 2016  | Aymen Merdj     | Souheil Bakhouche | Oussama Bechlaghem    |
| 2021  | Anes Riahi      | Riad Bakhti       | Mounir Laloui         |

Multi-titrés
- 2 : Aymen Merdj

## Minimes Hommes

### Podiums de la course en ligne
| Année | Vainqueur          | Deuxième         | Troisième             |
| ----- | ------------------ | ---------------- | --------------------- |
| 2014  | Oussama Bechlaghem | Aymen Merdj      | Saïd El Bachir Hariri |
| 2015  | Nouh Madani        | Abdelkarim Fassi | Souhaïl Bakhouche     |